# Els tres mosqueters (pel·lícula de 2023)
Els tres mosqueters (títol original en anglès, The Three Musketeers) és una pel·lícula del director britànic Bill Thomas basada en la novel·la homònima d'Alexandre Dumas, que es va estrenar el 16 de març de 2023. El paper principal de la pel·lícula va ser interpretat per l'actor de cinema negre Malachi Pullar-Latchman. S'ha doblat i subtitulat al català.

## Sinopsi
La pel·lícula té lloc a França entre 1625 i 1628. El jove noble gascó D'Artagnan arriba a París, on troba veritables amics, troba l'amor i s'interposa en el camí del totpoderós cardenal Richelieu, que somia a deposar el rei.

## Repartiment
- Malachi Pullar-Latchman - D'Artagnan
- Ben Freeman - Athos
- David O'Mahony - Porthos
- Jake J. Meniani - Aramis
- Roland Stone - Capità de Treville
- Tom Taplin - Lluís XIII
- Sophie-Louise Craig - Madame Chevreuse
- James Cosmo - cardenal Richelieu
- James Oliver Wheatley - Comte de Rochefort
- Michael Higgs - de Jussac
- Stanley J. Browne - Bernajoux -Bandit Chieftain
- Preeya Kalidas - Milady

## Producció i estrena
La pel·lícula va ser dirigida per Bill Thomas, un cineasta britànic poc conegut. Per al paper de D'Artagnan, va convidar l'actor Malachi Pullar-Latchman, que abans només havia actuat en uns quants curtmetratges i una pel·lícula de terror de baix pressupost.
La pel·lícula es va estrenar el 16 de març de 2023.